# Taxillus
Taxillus es un género  de arbustos  perteneciente a la familia Loranthaceae. 

## Descripción
Es un arbusto con tallos que alcanzan los 50 cm de largo; con ramas cilíndricas, con pelos marrones. Las hojas opuestas.

## Taxonomía
El género fue descrito por Philippe Édouard Léon Van Tieghem y publicado en Bulletin de la Société Botanique de France 42: 256 en el año 1895.

## Especies
- Taxillus balansae (Lecomte) Danser
- Taxillus caloreas (Diels) Danser
- Taxillus chinensis (DC.) Danser
- Taxillus delavayi (Tiegh.) Danser
- Taxillus kaempferi (DC.) Danser
- Taxillus levinei (Merr.) H.S. Kiu
- Taxillus limprichtii (Grüning) H.S. Kiu
- Taxillus liquidambaricola (Hayata) Hosok.
- Taxillus nigrans (Hance) Danser
- Taxillus pseudochinensis (Yamam.) Danser
- Taxillus renii H. S. Kiu
- Taxillus sclerophyllus
- Taxillus sutchuenensis (Lecomte) Danser
  - Taxillus sutchuenensis var. duclouxii
- Taxillus theifer (Hayata) H.S. Kiu
- Taxillus thibetensis (Lecomte) Danser
- Taxillus tsaii S.T. Chiu
- Taxillus umbellifer (Schult. f.) Danser
- Taxillus vestitus (Wall.) Danser
- Taxillus wiensii Balle ex Polhill
- Taxillus yadoriki